# Kardam (khan)
 (décembre 2017).
Si vous disposez d'ouvrages ou d'articles de référence ou si vous connaissez des sites web de qualité traitant du thème abordé ici, merci de compléter l'article en donnant les références utiles à sa vérifiabilité et en les liant à la section « Notes et références ».
Pour les articles homonymes, voir Kardam.
Kardam (? – 802/803), aussi Cardon ou Cordane, est khan des Bulgares de 777 à 802/803 (date incertaine).

## Biographie
Christian Settipani en fait le fils de Telerig et de sa femme. Après la mort du khan Tervel, l'empire bulgare s'est affaibli et était secoué par d'incessantes luttes - parmi les chefs de clans - pour le trône. Les khan arrivaient au pouvoir et en partaient victime de leurs rivaux, se réfugiant souvent à Constantinople. Kardam prend la couronne, au milieu de ce chaos, en 777 et doit lutter pour conserver son trône. Christian Settipani en fait le père de Krum.